# Soultz-les-Bains
Soultz-les-Bains (Sulzbad in tedesco) è un comune francese di 956 abitanti situato nel dipartimento del Basso Reno nella regione del Grand Est. È una stazione termale situata 24 chilometri ad est del capoluogo Strasburgo, non lontano dal confine con la Germania.

## Società

### Evoluzione demografica
Abitanti censiti